# A Far Off Place
A Far Off Place is een Amerikaanse avonturen-jeugdfilm uit 1993 onder regie van Mikael Salomon. De film kende destijds in Nederland een direct-naar-videorelease. De Nederlandse vertaling van de filmtitel is 'Een plek ver weg'.

## Verhaal
De vader van de vijftienjarige Nonnie Parker runt een ranch op een olifantenreservaat in Botswana. Zij woont zodoende al haar gehele leven middenin de Kalahari-woestijn. Ze krijgen bezoek van de New Yorkse Winslow familie, onder wie de zestienjarige Harry. Op een dag worden beide families vermoord door geldbeluste, wrede olifantenstropers. Nonnie, Harry en de lokale stamjongen Xhabbo ontkomen en slaan op de vlucht. Ze gaan op weg naar de dichtstbijzijnde stad, die tweeduizend kilometer verderop ligt. Vooral voor de stadse Harry is deze reis een beproeving en wil al gauw doek in de ring gooien, maar de praktische en daadkrachtige Nonnie weigert op te geven. Vanwege hun uiteenlopende persoonlijkheden kunnen Nonnie en Harry het aanvankelijk niet goed met elkaar vinden, maar de avonturen onderweg brengt het koppel dichter bij elkaar.

## Rolverdeling
| Acteur            | Personage          |
| ----------------- | ------------------ |
| Reese Witherspoon | Nonnie Parker      |
| Ethan Embry       | Harry Winslow      |
| Jack Thompson     | John Ricketts      |
| Sarel Bok         | Xhabbo             |
| Robert John Burke | Paul Parker        |
| Patricia Kalember | Elizabeth Parker   |
| Daniel Gerroll    | John Winslow       |
| Maximilian Schell | Col. Mopani Theron |
| Miles Anderson    | Jardin             |
| Taffy Chihota     | Warden Robert      |
| Magdalene Damas   | Nuin-Tara          |

## Ontvangst
Recensent van NRC Handelsblad bekroonde de film met drie sterren en schreef: "Het goede van A Far Off Place is de degelijkheid waarmee de film werd aangepakt. Het verhaalverloop is zo simpel, de vormgeving zo geromantiseerd als een aflevering van een ouderwetse televisieserie maar ook zo onontkoombaar van sentiment. Er werd zo authentiek mogelijk gewerkt. De acteurs zijn jong, geen verjeugdigde volwassenen, en spelen uitnemend. Plaats van handeling is Afrika, en er werd daadwerkelijk in Zimbabwe en Namibië gefilmd. Zoiets voel je, zodra je in de eerste shots gnoe's, antilopes, zebra's, olifanten en -fantjes ziet staan drinken. Zoiets zindert door wanneer je de personages ziet scharrelen door savannes en gerichelde zandvlaktes."